# Stai con me (Raf)
Stai con me è un singolo del cantante italiano Raf, pubblicato nel novembre del 1993 come terzo estratto dall'album Cannibali.

## Video musicale
Il brano è stato accompagnato da un videoclip che mostra momenti tratti dai concerti del tour di Raf di quell'anno.

## Tracce
- CD singolo[1]

1. Stai Con Me (Album Version) – 4:28
2. Stai Con Me (Live Version) – 5:14
3. Stai Con Me (Instrumental Version) – 4:26

## Classifiche

### Classifiche settimanali
| Classifica (1994) | Posizione massima |
| ----------------- | ----------------- |
| Italia            | 20                |

### Classifiche di fine anno
| Classifica (1994) | Posizione |
| ----------------- | --------- |
| Italia            | 93        |